# Latirismo

## Latirismo
O latirismo é uma doença neurotóxica causada pela neurotoxina presente em Lathyrus sativus, também conhecida como chicharo. Os compostos latirogênicos, que estão presentes em sementes de algumas espécies de Lathyrus, causam condições patológicas, como a paralisia de membros inferiores e o estreitamento dos ossos. O latirismo pode ocorrer em três formas: neurolatirismo, osteolatirismo e angiolatirismo. A doença pode levar a morte de maneira gradual pelo seu desenvolvimento ou até súbita pela ruptura da aorta (angiolatirismo). O osteolatirismo é caracterizado por deformações esqueléticas que são relacionadas a desordens no crescimento em ossos e cartilagens devido ao distúrbio na síntese de compostos elásticos em tecidos mesenquimais e no sistema esqueletal. 

## Agentes Latíricos
O aminoacido neurotóxico beta-ODAP (ácido beta-oxalil-diamino-propionico) ou BOAA (beta-oxalil-amino-alanina) é responsável pelo neurolatirismo em humanos causando lesões neurológicas pela citotoxicidade e superexcitação de neurônios ao se ligar em receptores de glutamina presentes nos neurônios. Outro agente latírico é a beta-aminopropionitrila (BAPN), uma das mais importantes substâncias relacionadas ao osteolatirismo. Esse latirógeno se liga irreversivelmente à enzima lisiloxidase impedindo a ligação cruzada entre proteínas como a elastina e o colágeno, assim levando a uma perda na elasticidade e deformidades específicas na perna.cifoescoliose e alguns sintomas de discopatia.